# Baldin de Gelo
Baldin de Gelo è un singolo della cantante brasiliana Claudia Leitte, pubblicato il 4 agosto 2017.